# 科特德瓦拉
科特德瓦拉（Kotdwara），是印度北阿坎德邦Garhwal县的一个城镇。总人口25400（2001年）。

## 人口
该地2001年总人口25400人，其中男性13544人，女性11856人；0—6岁人口3497人，其中男1881人，女1616人；识字率70.31%，其中男性为74.36%，女性为65.70%。